# New Brunswick Route 3
Die New Brunswick Route 3 ist ein Highway in der kanadischen Provinz New Brunswick, sie hat eine Länge von 92 km. Der Beginn der Route liegt im Norden von St. Stephen, dort kreuzt sie auch unmittelbar nach Beginn der Strecke die Route 1. Sie verläuft in nördlicher Richtung. In Thomaston Corner mündet Route 4 von St. Croix her kommend ein. Westlich von Fredericton quert sie noch die Route 2 und endet dann an der Route 102.